# Natalja Lapitskaja
Natalja Jurjevna Lapitskaja (-Tsygankova) (ryska: Наталья Юрьевна Лапицкая (-Цыганкова)), född den 12 augusti 1962 i Berdjansk, Ukrainska SSR, Sovjetunionen (nu Ukraina), är en sovjetisk före detta handbollsspelare.
Hon ingick i det sovjetiska lag som tog OS-brons i damernas turnering i samband med de olympiska handbollstävlingarna 1988 i Seoul.